# David Baird (politikus, 1881–1955)
David Baird, Jr. (Camden, 1881. október 10. – Camden, 1955. február 28.) az Amerikai Egyesült Államok szenátora (New Jersey, 1929–1930).